# 国際ウラン映画祭
国際ウラン映画祭 (こくさいうらんえいがさい、英語: International Uranium Film Festival) は、原子力やウラン採掘をめぐる問題を主題とする映画祭である。2010年5月に受付が開始され、2011年5月から開催されている。

## 開催歴

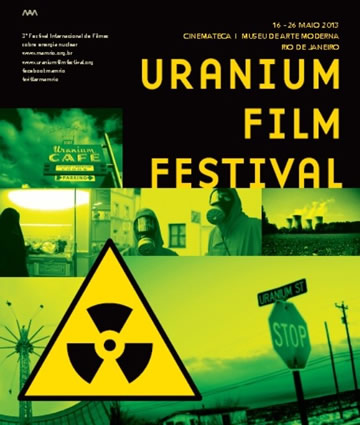
2013年5月のリオデジャネイロ国際ウラン映画祭

- 2011年5月16日-5月28日、リオデジャネイロ、37作品[1]
- 2012年6月28日-7月14日、リオデジャネイロ[2]
- 2012年10月4日-10月12日、ベルリン[3]
- 2013年5月16日-5月26日、リオデジャネイロ[4]
- 2013年、アルバカーキ・サンタフェ (ニューメキシコ州)・ウインドーロック
- 2013年、ミュンヘン
- 2013年、インド
- 2014年、ワシントンD.C.・ニューヨーク
- 2014年、インド
- 2014年、リオデジャネイロ
- 2014年、ベルリン